# Mistrzostwa NCAA Division I w Zapasach w 1994
Mistrzostwa NCAA Division I w zapasach rozgrywane były w Chapel Hill w dniach 17–19 marca 1994 roku. Zawody odbyły się w Dean Smith Center, na terenie Uniwersytetu Karoliny Północnej.
- Outstanding Wrestler – Pat Smith

## Wyniki

### Drużynowo
| Kolejność | Szkoła                                      | Zespół        |
| --------- | ------------------------------------------- | ------------- |
| 1.        | Oklahoma State University                   | Cowboys       |
| 2.        | University of Iowa                          | Hawkeyes      |
| 3.        | Pennsylvania State University               | Nittany Lions |
| 4.        | Oregon State University                     | Beavers       |
| 5.        | University of Michigan                      | Wolverines    |
| 6.        | University of North Carolina at Chapel Hill | Tar Heels     |
| 7.        | Clemson University                          | Tigers        |
| 8.        | University of Oklahoma                      | Sooners       |
| 8.        | Arizona State University                    | Sun Devils    |

### All American

#### 118 lb
| Lp. | Zawodnik      | Szkoła      |
| --- | ------------- | ----------- |
| 1.  | Sam Henson    | Clemson     |
| 2.  | Eric Akin     | Iowa State  |
| 3.  | Brett Bingham | Boise State |
| 4.  | Kevin Roberts | Oregon      |
| 5.  | Matt Hanutke  | Wisconsin   |
| 6.  | Scott Gonyo   | Nebraska    |
| 7.  | Mike Mena     | Iowa        |
| 8.  | Pete Rinella  | Bloomsburg  |

#### 126 lb
| Lp. | Zawodnik       | Szkoła         |
| --- | -------------- | -------------- |
| 1.  | David Hirsch   | Cornell        |
| 2.  | Jody Staylor   | Old Dominion   |
| 3.  | Sanshirō Abe   | Penn State     |
| 4.  | Shawn Enright  | Ohio           |
| 5.  | Jeff McGinness | Iowa           |
| 6.  | Dave Nieradka  | Oregon State   |
| 7.  | Nick Purler    | Oklahoma State |
| 8.  | Chris Russo    | Indiana        |

#### 134 lb
| Lp. | Zawodnik        | Szkoła         |
| --- | --------------- | -------------- |
| 1.  | T.J. Jaworsky   | North Carolina |
| 2.  | Babak Mohammadi | Oregon State   |
| 3.  | Cary Kolat      | Penn State     |
| 4.  | Steve St.John   | Arizona State  |
| 5.  | Mike Krafchick  | Virginia       |
| 6.  | Steve Krouse    | Lock Haven     |
| 7.  | Eric Kimble     | Ohio           |
| 8.  | Derek Mountsier | Iowa State     |

#### 142 lb
| Lp. | Zawodnik           | Szkoła            |
| --- | ------------------ | ----------------- |
| 1.  | Alan Fried         | Oklahoma State    |
| 2.  | Gerry Abas         | Fresno State      |
| 3.  | Dunyasha Yetts     | Ohio State        |
| 4.  | Charlie Branch     | Virginia Military |
| 5.  | Stephen Marianetti | Illinois          |
| 6.  | Daryl Weber        | Iowa              |
| 7.  | John Hughes        | Penn State        |
| 8.  | Gordon Cashen      | Central Michigan  |

#### 150 lb
| Lp. | Zawodnik         | Szkoła                |
| --- | ---------------- | --------------------- |
| 1.  | Lincoln McIlravy | Iowa                  |
| 2.  | Brian Harper     | Michigan              |
| 3.  | Jake Gaier       | California Poly-State |
| 4.  | Jacob Newby      | Oklahoma State        |
| 5.  | Terry Watts      | Fresno State          |
| 6.  | Jeffrey Theiler  | Arizona State         |
| 7.  | Chad Bailey      | Bloomsburg            |
| 8.  | Scott Petche     | Indiana               |

#### 158 lb
| Lp. | Zawodnik        | Szkoła         |
| --- | --------------- | -------------- |
| 1.  | Pat Smith       | Oklahoma State |
| 2.  | Sean Bormet     | Michigan       |
| 3.  | Earl Walker     | Boston         |
| 4.  | Dan Alar        | Oregon State   |
| 5.  | Markus Mollica  | Arizona State  |
| 6.  | Aaron Moran     | Purdue         |
| 7.  | Joe Williams    | Iowa           |
| 8.  | Dan Wirnsberger | Michigan State |

#### 167 lb
| Lp. | Zawodnik        | Szkoła              |
| --- | --------------- | ------------------- |
| 1.  | Mark Branch     | Oklahoma State      |
| 2.  | Laszlo Molnar   | Cal State Fullerton |
| 3.  | Shaon Fry       | Missouri            |
| 4.  | Rich Catalano   | Pittsburgh          |
| 5.  | Jason Leonard   | Oklahoma            |
| 6.  | Brett Colombini | Minnesota           |
| 7.  | Rick Hepp       | Lehigh              |
| 8.  | Stan Banks      | North Carolina      |

#### 177 lb
| Lp. | Zawodnik      | Szkoła         |
| --- | ------------- | -------------- |
| 1.  | Dean Morrison | West Virginia  |
| 2.  | Reese Andy    | Wyoming        |
| 3.  | Brad Gibson   | Minnesota      |
| 4.  | Dave Malacek  | Northern Iowa  |
| 5.  | Les Gutches   | Oregon State   |
| 6.  | Shane Camera  | North Carolina |
| 7.  | Jesse Rawls   | Michigan       |
| 8.  | Bob Ferraro   | Bucknell       |

#### 190 lb
| Lp. | Zawodnik       | Szkoła         |
| --- | -------------- | -------------- |
| 1.  | Joel Sharratt  | Iowa           |
| 2.  | Andy Foster    | Oklahoma       |
| 3.  | Tim Morrissey  | Clemson        |
| 4.  | Emilio Collins | Michigan State |
| 5.  | Keith Davison  | Wisconsin      |
| 6.  | Dan Troupe     | Iowa State     |
| 7.  | J.J McGrew     | Oklahoma State |
| 8.  | Bryan Stout    | Clarion        |

#### 275 lb
| Lp. | Zawodnik        | Szkoła         |
| --- | --------------- | -------------- |
| 1.  | Kerry McCoy     | Penn State     |
| 2.  | Justin Greenlee | Northern Iowa  |
| 3.  | Tony Vaughn     | Purdue         |
| 4.  | Rob Sintobin    | Clarion        |
| 5.  | Dan Hicks       | Navy           |
| 6.  | John Kading     | Oklahoma       |
| 7.  | Josh Feldman    | Virginia Tech  |
| 8.  | Justin Harty    | North Carolina |